# Eupatrides signatus
Eupatrides signatus är en insektsart som beskrevs av Willemse, C. 1935. Eupatrides signatus ingår i släktet Eupatrides och familjen Chorotypidae. Inga underarter finns listade i Catalogue of Life.